# Lindsaea papuana
Lindsaea papuana är en ormbunkeart som beskrevs av Edwin Bingham Copeland. Lindsaea papuana ingår i släktet Lindsaea och familjen Lindsaeaceae. Inga underarter finns listade.